# Tomas Antonelius
Tomas Antonelius (* 7. Mai 1973 in Stockholm als Tomas Gustafsson) ist ein ehemaliger schwedischer Fußballnationalspieler.
Antonelius begann seine Karriere bei IF Brommapojkarna. 1997 wechselte er zu AIK Solna in die Allsvenskan. Zwei Jahre später ging er zu Coventry City nach England in die FA Premier League. 2002 ging er zum FC København. Wegen einer schweren Knieverletzung konnte er jedoch nach einem halben Jahr in Dänemark kein Spiel mehr bestreiten. Im September 2003 verkündete er offiziell das Karriereende.
Antonelius war auch schwedischer Nationalspieler. Mit der Landesauswahl nahm er an der Europameisterschaft 2000 und der Weltmeisterschaft 2002 teil.
Bis 2001 spielte Antonelius unter seinem Geburtsnamen. Da Gustafsson jedoch einer der am häufigsten vorkommenden Nachnamen Schwedens und Tomas ein beliebter Vorname ist, beschloss er, seinen Namen zu ändern, um Verwechslungen zu vermeiden. Er wählte den Namen, den seine Schwester seit ihrer Hochzeit trägt.
Antonelius begann nach seinem abrupten Karriereende ein Studium der Wirtschaftswissenschaften.
| Personendaten    | Personendaten                       |
| ---------------- | ----------------------------------- |
| NAME             | Antonelius, Tomas                   |
| ALTERNATIVNAMEN  | Gustafsson, Tomas (Geburtsname)     |
| KURZBESCHREIBUNG | schwedischer Fußballnationalspieler |
| GEBURTSDATUM     | 7. Mai 1973                         |
| GEBURTSORT       | Stockholm                           |